# جون لانجفورد
جوناثان دينيس لانجفورد (من مواليد 11 أكتوبر 1957)، موسيقي وفنان ويلزي مقيم في شيكاغو، إلينوي، الولايات المتحدة. وهو أحد مؤسسي فرقة البانك (الميكونز)، ومجموعة (الثلاثي جونز) بعد البانك، والمجموعات الريفية البديلة (الإخوة واگو) و (رحالة وادي الصنوبر). وقد انتسب لحملة ضد عقوبة الإعدام في إلينوي.

## نشأتهُ
ولد لانجفورد في نيوبورت، ويلز، وهو الابن الأصغر لكيت لانجفورد ودينيس لانجفورد، وهو محاسب قانوني في مصنع الجعة لويدز. الأخ الأكبر له مؤلف وناقد خيال علمي هو ديفيد لانجفورد، يعيش في ريدينغ، إنجلترا.
عندما كان صغيراً، كان لانجفورد يزور أجدادهُ في كروزي سيليوج، حيث كان صديق عائلته يدير حانتين، (أسلحة الگيمبري) و (الستة في متناول اليد). التحق بمدرسة أطفال جايير ومدرسة جايير الأصغر، ثم مدرسة برينغلاس الابتدائية، ومدرسة نيوبورت الإعدادية، قبل مدرسة تل الملكة في 1972-1973. بعد أن لعب الرگبي وكرة القدم، وجد لانجفورد في سن الخامسة عشرة أنه يحب عزف الموسيقا بشكل أفضل. لعب دور ديفيد بوي كثيراً وكان يستمع إلى الكثير لفرقة الروك (مان).
التحق لانجفورد بمدرسة الفنون بجامعة ليدز كرسام. ترك المدرسة مؤقتاً عندما تأسست عائلة ميكونز، لكنهُ عاد لاحقاً إلى الكلية وأنهى دراستهُ.

## الموسيقا
منذ منتصف الثمانينيات، كان لانجفورد أحد الرواد في دمج الموسيقا الشعبية والريفية في موسيقا الروك بانك. وقد أصدر عدداً من التسجيلات الفردية بالإضافة إلى التسجيلات مع فرق أخرى خارج الميكونز، أبرزها الإخوة واگو، التي شارك في تأسيسها بعد الانتقال إلى شيكاغو في أوائل التسعينيات. وهو متعاقد مع شركة التسجيلات المستقلة (بلود شوت) ومقرها شيكاغو.
في مقابلة أجريت عام 2010، قال لانجفورد إن من أقدم المؤثرين فيه توم جونز، سليد، تي ريكس، ذا كينكس، جوني كاش، مان وبلاك ساباث.

### الميكونز
كان لانجفورد في الأصل عازف الدرامز لفرقة البانك ميكونز عندما تشكلت في جامعة ليدز في عام 1977، لكنهُ تولى العزف على الجيتار بينما غادر أعضاء الفرقة الآخرون. تعاقدت الميكونز مع (فيرچن للتسجيل) ولكن وفقاً للانجفورد ألغي ذلك. ثم عاودوا الأداء مرة أخرى في الأماكن العامة في عام 1984، حيث قدموا عروضهم الأولى كحفلات خيرية لاتحاد عمال المناجم البريطانيين. أُصدر فيلم وثائقي بعنوان انتقام الميكونز في عام 2014 من إخراج جو أنجيو. وتستمر فرقة ميكونز في التسجيل والأداء المباشر، اعتباراً من عام 2019.

### الثلاثي چونز
مع جون هيات وفيليب برينان، أصدر لانجفورد عدة ألبومات من موسيقا البانك باستخدام آلة الطبول بين عامي 1982 و 1987. وأُصدرت مجموعة بصندوق رجعي في أغسطس 2015.

### الإخوة واگو
يعزف الإخوة واكو موسيقا البانك الريفية، وهم مزيج من عازفين من عائلة (رحالة وادي الصنوبر) يقيمون في شيكاغو في شيكاغو وآخرين، ممن قاموا بالتسجيل منذ عام 1995 لألبوماتهم الأولى، ومن بينهم دين شلابوسكي (غيتار/ صوتي)، تريسي دير (مندولين/ صوتي)، آلان دوتي (جهير/ صوتي)، مارك دورانتي (غيتار فولاذي بدواسة)، وعازف طبول ميكونز ستيف غولدينغ. وبحلول عام 2015، استُبدل غولدينغ، الذي يتخذ من مدينة نيويورك مقراً له، بجو كاماريلو (طبول)، وكان دورانتي قد غادر.

### رحالة وادي الصنوبر
بدأ لانجفورد مشروعاً آخر، وهو (رحالة وادي الصنوبر)، الذي يؤدي موسيقا مجموعات الريف الأخرى. استُضيف العديد من موسيقيي الريف البديل إلى جانب مجموعة متنوعة من موسيقيي شيكاغو الذين دعموا كلاً من لانجفورد وموسيقيين آخرين مثل كيلي هوجان.

### فرقة الوحوش المُشعرة
كانت فرقة الوحوش المُشعرة مجموعة موسيقية للأطفال مقرها في شيكاغو، وتتألف من جون لانجفورد، سالي تيمز، كيلي هوجان، و (الشيطان في كومة حطب). عزفت الفرقة أول حفلة موسيقية لها في حديقة حيوان بروكفيلد بالقرب من شيكاغو، وأصدرت ألبومين في عامي 2006 و 2008.

### سولو، جمجمة أورشارد، وغيرها
صدر أول ألبوم منفرد رسمي للانجفورد، (جمجمة أورتشارد)، بمثابة نظرة إلى مسقط رأسه في نيوبورت، ويلز، في عام 1998. تبعهُ ألبوم (كل الشهرة للأعمال النبيلة)، في 2004، و (شيء زائف) في 2006، و (الشياطين القدامى) في عام 2010، و (هنا الوحوش) في عام 2014.
يواصل لانجفورد وسالي تيمز، العضو الآخر في ميكونز التي تقيم في شيكاغو، التعاون في العديد من مشاريع التسجيل والأداء، اعتبارًا من عام 2020.
في عام 2003، أسس لانجفورد فرقة «السفينة والطيار» لأداء أغانيه. واستمر في الأداء حتى عام 2006، ثم تقطّع بعد ذلك. شملت السفينة والطيار أيضاً سالي تيمز وتوني ميمون وجان كوك وعلى الطبول بشكل المختلفة ستيف غولدنغ أو دان ماسي.
في أواخر العقد الأول من القرن الحادي والعشرين، كان لانجفورد على اتصال بجوقة بيرلينجتون الويلزية من الذكور ومقرها بالقرب من تورنتو. دعاهم أولاً لمرافقته في سيلتفيست في شيكاغو في عام 2007، ثم لإعادة تسجيل جمجمة أورتشارد بأكملها. يُنسب الألبوم جمجمة أورتشارد النسخة المنقحة إلى جون لانجفورد وجوقة بيرلينجتون الويلزية، والذي أصدر في 3 يونيو 2011 بواسطة بلود شوت للتسجيل.
في 2010، أُصدر ألبوم الشياطين القدامى كمتابعة لألبوم جمجمة أورتشارد الأول.
يُعد (أربعة أرواح ضائعة) تعاونًا بين لانجفورد وجون زيمانسكي وتويني نيوسوم وبيثاني توماس. أُنتج ألبومهم الأول الذي يحمل اسم نوربرت بوتنام وأُصدر في عام 2017.

### رجال جوينت
هي مجموعة من الموسيقيين المقيمين في نيوبورت بشكل أساسي، بما في ذلك أعضاء (أعطني ممفيس) و (البراعم العزيزة). كانت المجموعة تُعرف سابقًا باسم LL، وقد كتبت وسجلت بشكل متقطع لأكثر من 20 عامًا، وهي تعزف مباشرة منذ عام 2007. بصفتهم LL، كان إصدارهم الوحيد عبارة عن مسار تجريبي في عام 1999 بعنوان (الخوف من الكوكب الأحمر). أُصدر الألبوم الأول (أسطورة إل إل) بواسطة (مايل للتسجيلات) في عام 2015 وتضمن إعادة صياغة العديد من الأغاني من العروض التوضيحية لـ LL نفسها، بالإضافة إلى إصدار جديد من "Pill Sailor"، والذي أُصدر لأول مرة في ألبوم جمجمة أورتشارد في عام 1998. وصدر الألبوم الثاني رئيس ويلز في نوفمبر 2019.

### الزبابة القاتلة
كانت مجموعة (الزبابة القاتلة) تتكون من لانجفورد (مغنٍّ رئيسيّ) وغراي لوكاس وتوني ميمون. أصدروا ألبوماً واحداً بعنوان Enemy Records في عام 1993.

## الفن
أنتج لانجفورد صوراً لأيقونات موسيقا الريف بما في ذلك هانك ويليامز وجوني كاش وإلفيس بريسلي. تظهر لوحاتهُ على الزجاجات والعناصر الأخرى لمصنع الجعة Dogfish Herd Brewery، وغيرها.
أنتج لانجفورد لوحات لشخصيات مشهورة ومنسية منذ فجر موسيقا الريف. وأعماله الفنية متاحة في معرض (فنون باحة الكلب) في أوستن، تكساس و (المعارض الأفضل) في نيو أورلينز، لوس أنجلوس.
تُعد (راديو ناشفيل) مجموعة من أعماله الفنية وكتاباته، نُشرت في عام 2006.
لأكثر من 10 سنوات، رسم لانجفورد الشريط الهزلي Great Pop Thing تحت الاسم المستعار تشاك ديث مع صديقهِ من مسقط رأسه، نيوبورت، ويلز، كولين مورتون، الذي كتب النص. نُشر شريط الرسوم المتحركة في الصحف الأسبوعية البديلة في لوس أنجلوس وشيكاغو. نُشرت مختارات من أفضل الشرائط في كتاب يحمل الاسم نفسه.
في عام 2015، كلف متحف وقاعة مشاهير موسيقا الريف لانجفورد برسم سلسلة من الصور لمعرضها «ديلان، كاش، وقطط ناشفيل: مدينة الموسيقا الجديدة»، الذي افتتح في 27 مارس 2015. أدت تلك اللجنة إلى تعاون بين لانجفورد وهاتش شوبرينتر رئيس مطبعة جيم شيرداين. من خلال هذا التعاون، جرى تكييف عملهم الفني ليكون غلاف الألبوم الخاص بـ 2016 double-LP Trio: Farther Along بواسطة دولي بارتون وليتدا رونستاند وإيميلو هاريس.
منذ عام 2015، صمم لانجفورد أغلفة لسلسلة من الروايات للمؤلف جاي سبنسر جرين، بما في ذلك الإفطار في كانيبال جو وآيفي فيكيت يبحث عن الحب.
في عام 2018، صمم لانجفورد غلاف «رجل الانتحار التجاري» وهي أغنية تعاونية أدّاها العندليب وڤيك جوادر.